# Ielxanka
Ielxanka (en rus: Елшанка) és un poble de l'óblast de Saràtov, a Rússia, segons el cens del 2011 tenia 926 habitants. Pertany al districte municipal de Khvalinsk.